# Polowanie (komiks)
Polowanie (tytuł oryginału: Partie de chasse) – francuski komiks z gatunku fikcji politycznej autorstwa Pierre'a Christina (scenariusz) i Enkiego Bilala (rysunki), opublikowany w 1983 przez wydawnictwo Dargaud. Polskie tłumaczenie ukazało się w 2002 nakładem wydawnictwa Egmont Polska. Stylem i konwencją nawiązuje do innego albumu Christina i Bilala pt. Falangi Czarnego Porządku z 1979 (oba komiksy zostały po polsku wznowione w 2014 we wspólnym tomie pt. Fins de siècle). 

## Fabuła
Zimą 1983 na południowo-wschodnim krańcu Polski, niedaleko miasteczka Krolówka, odbywa się przyjacielski zjazd i trzydniowe wspólne polowanie kilku notabli z ZSRR i państw satelickich: Polski, Czechosłowacji, NRD, Bułgarii, Rumunii i Węgier. Centralną postacią spotkania okazuje się Wasylij Aleksanrowicz Szewczenko – długoletni członek Komitetu Centralnego i polityczny opiekun wszystkich zebranych na polowaniu, nadal sprawy fizycznie mimo podeszłego wieku (88 lat), chociaż niemy z powodu wylewu. Spotkanie odbywa się w luksusowej posiadłości Tadeusza Boczka – niegdyś znaczącej postaci w polskiej polityce, wysłanego na polityczną emeryturę po wypadkach marcowych w 1968. Inni uczestnicy polowania to: Ion Nicolescu, szef rumuńskiej policji politycznej Securitate; Janos Molnar, minister spraw wewnętrznych Węgier; Wasyl Strojanow, przewodzący bułgarskiemu organowi propagandy; Pavel Havelka – istotna postać czechosłowackiej partii komunistycznej; Gunter Schutz – kluczowy członek prezydium RWPG z NRD; Siergiej Szawanidze – najmłodszy członek radzieckiego biura politycznego; Jewgienij Gołozow – tłumacz i zaufany człowiek Szewczenki. Głównym obserwatorem zachodzących wydarzeń staje się francuski student lingwistyki na Uniwersytecie Moskiewskim, młody komunista i jednocześnie asystent Gołozowa (jego nazwisko nie pada w historii ani razu).
Podczas spotkania ujawniają się wzajemne animozje pomiędzy poszczególnymi starymi towarzyszami, padają odważne oceny tragicznych wydarzeń w bloku wschodnim (powstanie węgierskie, Praska Wiosna). Jednocześnie prawie każdy z uczestników wspomina w indywidualnych rozmowach z Wasylijem Aleksandrowiczem koleje własnej kariery politycznej, którą w pewnym momencie rozkwitła dzięki poparciu Szewczenki. Jedynym, który nie odnosi się do Szewczenki z właściwym wszystkim pozostałym szacunkiem jest Szawanidze – młody polityk, przyszły następca Wasylija Aleksandrowicza, zatwardziały komunista, nieuznający zachodzących przemian społecznych w dobie Solidarności. Jego poplecznikiem okazuje się Gunter Schutz.
Trzeciego dnia polowania całe towarzystwo (z wyjątkiem Tadeusza Boczka, który poprzedniego dnia został ranny w starciu z dzikiem – uratował go Szewczenko) wybiera się na wyjątkowo grubego zwierza – niedźwiedzia. Warunki pogodowe są wyjątkowo złe, a pozycje strzeleckie nie odpowiadają wszystkim uczestnikom – m.in. Szawanidze. Po kilku godzinach oczekiwania młody Francuz – pierwszego dnia zniesmaczony całą ideą polowania, jednakże w miarę upływu czasu coraz bardziej zafascynowany tym sportem – ponaglany przez starych towarzyszy strzela do majaczącej we mgle sylwetki niedźwiedzia... Po chwili jednak "niedźwiedziem" tym okazał się Szawanidze, który, niezadowolony ze swojej pozycji strzeleckiej, postanowił zapolować na własną rękę. Został zastrzelony przez niczego nieświadomego Francuza. Schutz natychmiast oskarża pozostałych uczestników spotkania o spisek i zaplanowanie zamachu na Szawanidze i wmanewrowanie w to wszystko obcego Francuza. Przed zastrzeleniem Schutza przez pozostałych notabli chroni go natarcie prawdziwego niedźwiedzia, zastrzelonego po chwili przez  skrytego nieopodal Szewczenkę. Polowanie się kończy, cel – mord polityczny na zatwardziałym komuniście Szawanidze, który nie dostrzegał powolnej erozji socjalizmu w krajach bloku wschodniego i był zwolennikiem polityki twardej ręki wobec krajów satelickich – został osiągnięty. Starzy notable dostrzegli, że należy złagodzić kurs i pozwolić narodom stanowić o sobie samodzielnie, by w ten sposób pozostać przy władzy. Gołozow zostaje członkiem Biura Politycznego, wszyscy uczestnicy polowania rozjeżdżają się do domów. Gołozow, Francuz i Szewczenko wracają pociągiem do Moskwy. W pociągu Wasylij Aleksandrowicz popełnia samobójstwo, trapiony przez cały okres polowania dręczącym wspomnieniem pięknej Wiery Nikołajewnej Trietiakowiej, "jednej z najszlachetniejszych postaci rewolucji" i jego narzeczonej z czasów młodości, do której aresztowania i stracenia za "trockizm-zinowiewizm" w czasach wielkiej czystki najprawdopodobniej osobiście się przyczynił.
Kilka lat później, w 1990, dochodzi do zniszczenia willi Tadeusza Boczka na skutek uruchomienia mechanizmu samozniszczenia budynku. W wypadku giną Havelka, Stojanow, Molnar i Gołozow (Boczek i Nicolescu zmarli wcześniej – Boczek krótko przed objęciem ministerialnego stanowiska w wolnej Polsce, Nicolescu – zaginął w rewolucji rumuńskiej w 1989). Sprawcą eksplozji był Gunter Schutz, nadal wierny swoim komunistycznym ideałom, który nie wybaczył dawnym towarzyszom ich ideologicznej zdrady sprzed kilku lat. Po tym incydencie Schutz znika bez śladu.